# Suzannah Bianco
Suzannah Bianco, född den 15 mars 1973 i San José, Kalifornien, är en amerikansk konstsimmare.
Hon tog OS-guld i lagtävlingen i konstsim i samband med de olympiska konstsimstävlingarna 1996 i Atlanta.